# Eucyclotoma stegeri
Eucyclotoma stegeri é uma espécie de gastrópode do gênero Eucyclotoma, pertencente a família Raphitomidae.